# Cessna 170
Il Cessna 170 è un monomotore da turismo ad ala alta sviluppato dall'azienda statunitense Cessna Aircraft Company nei tardi anni quaranta.
Destinato al mercato dell'aviazione generale, il 170 deriva dal precedente Cessna 140 del quale conserva l'impostazione generale e rimase in produzione tra il 1948 e il 1956.

## Sviluppo

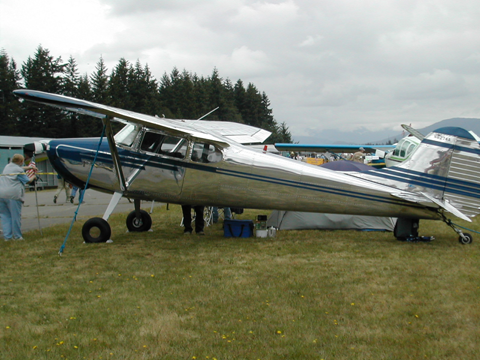
Cessna 170

### 170
Il Cessna 170 entrò in servizio nel 1948, con una fusoliera in metallo, ali e coda coperti di tessuto. Questi primi Cessna 170 furono la versione a quattro posti del celebre modello Cessna 140 con però un motore più potente da 145 cavalli.

### 170A
Versione del 170 interamente in metallo con un Angolo di diedro pari a zero.

### 305
Nel 1950 United States Air Force e United States Marine Corps iniziarono ad utilizzare la variante militare del 170: il Modello 305 che poi si evolverà nel Cessna O-1 Bird Dog. Venne utilizzato per la Ricognizione.

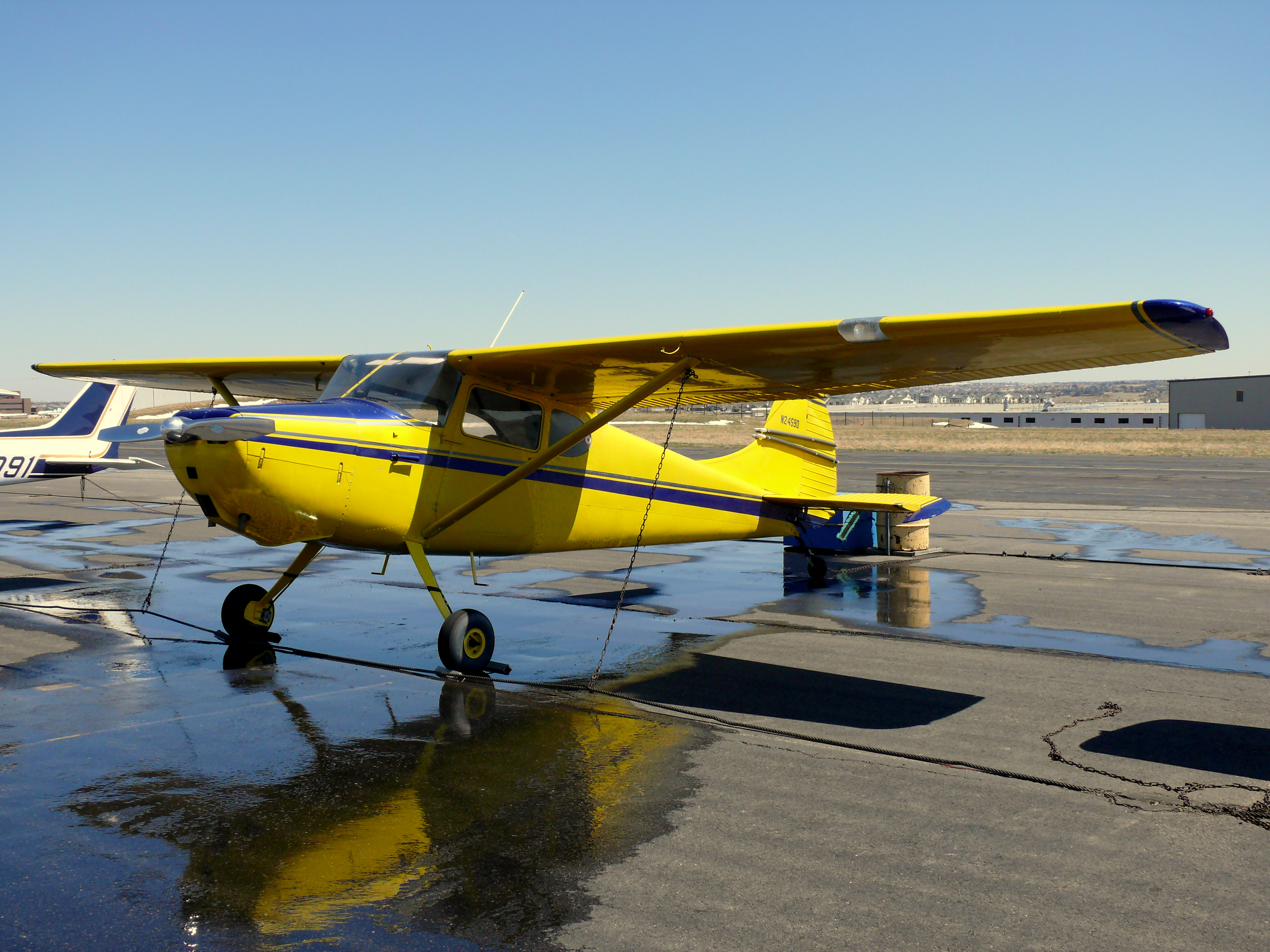
Cessna 170

### 170B
Nel 1952 fu introdotta la versione 170B con caratteristiche simili alla versione militare.

## 170 oggi
Più di 5000 Cessna 170 furono costruiti tra il 1948 e il 1956 e oggi più di 2000 170 sono in funzione.